# Trey Pipkins
Trey Pipkins (Apple Valley, 5 settembre 1996) è un giocatore di football americano statunitense che milita nel ruolo di offensive tackle per i Los Angeles Chargers della National Football League (NFL).

## Carriera professionistica

### Los Angeles Chargers
Pipkins fu scelto nel corso del terzo giro (91º assoluto) del Draft NFL 2019 dai Los Angeles Chargers. Debuttò come professionista subentrando nella gara del primo turno contro gli Indianapolis Colts. La sua stagione da rookie si chiuse con 13 presenze, 3 delle quali come titolare.